# میرزا محمدتقی‌خان نائینی
میرزا محمد تقی‌خان نائینی از سیاستمداران ایرانی بود، که در دوره چهارم بعنوان نماینده نائین در مجلس شورای ملی حضور داشت.